# Andrés González Pulido
Andrés González Pulido ( (España), 1878 – Provincia de Córdoba, Argentina, 1936 ) cuyo nombre completo era José Andrés González Pulido, fue un dramaturgo y libretista de radio que realizó su actividad profesional en Argentina.
Escribió los libretos de populares programas de radio, algunos de los cuales también dirigía, entre ellos Brochazos camperos y Chispazos de tradición , que alcanzaron una gran difusión en los primeros años de la década de 1930. En varias oportunidades los elencos de los radioteatros salieron de gira para que los oyentes pudieran ver a los personajes que escuchaban a través de la radio.
Sus historias, que estaban basadas en payadas, folletines y sainetes, fueron representadas en vivo en teatros de todo el país.

## El programaChispazos de tradición
Roberto Di Chiara dice sobre Chispazos de tradición:

”Y cuando se escucharon los primeros capítulos de "Chispazos de tradición" desaparecían como el agua los aparatos de radio, que la gente buscaba como si fuera el pan. Fue una verdadera revolución. Los que no tenían la suerte de poder comprar una radio, se las ingeniaba para llegar de visita a una casa amiga -llevando las facturas para el mate- y así, reunidos en el patio o en la salita, se asombraban escuchando las voces de los actores y las historias de "El gaucho solitario" al que no se le conocía la voz, solo el sonido de los cascos de su caballo, ya que el solitario aparecía en escenas culminantes, trayendo el suspenso para que al día siguiente se repitiera la escena de las vecinas que se juntaban a escuchar "Chispazos de tradición", el primer radioteatro argentino, escrito por un español e interpretado por un elenco en el que las figuras eran dos: el caballo del gaucho solitario y Churrinche. Churrinche -nombre de un pajarito- era el gauchito gracioso, que contaba graciosamente los chismes con los que divertía a los oyentes y los hacía olvidar por un momento la tensión que provocaban los diálogos del programa.”

Chispazos de tradición provocó algunas críticas. Homero Manzi desde la revista Micrófono (1934-1935) criticó los libretos acusándolos de inauténticos desde el punto de vista de la genuina cultura popular y, al mismo tiempo, carentes de verdad histórica y artística., calificó al programa de “verdadero baldón para nuestro concepto de personas civilizadas” y trató a González Pulido de "filibustero" y “ladino ignorante”.
Eduardo Romano calificó los libretos de González Pulido de 

“indigiribles pastiches…en que abundan los alardes de inverosimilitud, absurdos involuntarios y gruesos patetismos. Escritos, además, en un lenguaje plagado de voces anacrónicas y frases presuntuosas que se entrecruzan con crasos solecismos”

Para Jorge B. Rivera el programa era:

”“una suerte de revista radial con música, canciones, diálogos y pasos de comedia y drama inspirados libremente en una visión muy peculiar del folklore e inclusive de la misma realidad nacional”

## Algunas de sus obras
- Ley gaucha!
- Viva la patria!
- Arruyo e' pájaros
- Cruz Nazareno
- Corazón de criollo
- Consejos!
- Churrinche y Rosaura
- Cardales
- Cachirla ha muerto!
- Cuando la taba echa mala
- Bondad gaucha
- Amor extraño
- Arriando amores
- Ansí era Don Segundo
- Ánimas
- Anillos
- El viaje de Don Segundo
- Al pasar de las horas
- El overo de Piquilin
- Bordoneando
- El secreto de Churrinche
- A talón y rebenque
- Cuentas claras
- El tirano de la estancia
- El Santo de la Tijereta
- El rancho esta de fiesta
- El potro ya está domado
- El potro se va domando
- El potro maniao
- El overo esta embrujao!
- El alma de la Gauchita
- Dudas!
- El gaucho matrero
- El cuidado del gurí
- El Carancho!
- El alma del carancho
- El gurí e' la Jacinta
- Don Lucero y Piquillin
- Las nazarenas del desengaño
- El amante de mi mujer
- La torcaza coqueta
- La penita e' la Rosaura
- La pena de un corazón
- La oración gaucha
- La marca
- La ingratitud del Carancho
- La historia de Don Lucero
- La historia de El gaucho mudo